# 阿瑟·柯南·道尔
亞瑟·伊格内修斯·柯南·道爾爵士 （英語：Sir Arthur Ignatius Conan Doyle；1859年5月22日—1930年7月7日），是英国小說家、醫生。因塑造成功偵探人物——福爾摩斯，而成爲偵探小说作家。除此之外還寫過多部其他類型的小说，如科幻、歷史、爱情小说、戲劇、詩歌等。

## 生平
亚瑟·柯南·道尔在1859年5月22日出生于英國蘇格蘭爱丁堡，父母爲查爾斯及瑪麗·道爾。在9歲那年，他被送入史東尼赫斯天主教修會私立小學就讀，但卻在1875年離校時對天主教產生厭惡的情緒，轉成爲一名不可知論者。1876年至1881年间他在爱丁堡大学学习医学，毕业后作为一名随船医生前往西非海岸，1882年回国后在普利茅斯开业行医。不过他行医并不太顺利，在此期间道尔开始写作。在搬到朴茨茅斯的南海城（Southsea）后，他才开始花更多的时间在写作上。道尔的第一部重要作品是发表於1887年的《比顿圣诞年刊》（Beeton's Christmas Annual for 1887）的侦探小说《血字的研究》（A Study in Scarlet），该部小说的主角就是之后名声大噪的夏洛克·福爾摩斯。
一个流行的传闻说在南海城期间，道尔参与了朴茨茅斯足球俱乐部的筹建，并成为该俱乐部第一位守门员，其实柯南道尔只是1882年-1884年间在当地朴茨茅斯协会组足球俱乐部(AFC)担任过业余门将并时常客串后卫。
1885年道尔与路易莎·霍金斯（Louisa Hawkins，又称Touie) 结婚，但是路易莎在1906年因结核病过世。道尔于1907年与珍·勒奇（Jean Elizabeth Leckie）小姐结婚。他与1897年认识珍之后就已经爱上了她，但出于对路易莎的忠诚，并没有公开表示这一点。道尔与路易莎有了两个孩子，后来珍又给他诞下了三个孩子。
1890年道尔到维也纳学习眼科，一年之后回到伦敦成为一名眼科医生，这使得他有更多时间写作。1891年11月在一封给母亲的信中道尔写道，“我考虑杀掉福尔摩斯……把他干掉，一了百了。他占据了我太多的时间。”尽管他的母亲在回信中强烈反对，道尔还是在1893年12月的《最后一案》中让福尔摩斯和他的死敌莫里亚蒂教授一起葬身莱辛巴赫瀑布。但是小说的结局令读者们非常不满，引起了极大的反响，许多人甚至写信投诉道尔。大众的压力和丰厚的报酬最终使得道尔不得不又让福尔摩斯“复活”，在1903年发表了《空屋》，使福尔摩斯死里逃生。道尔一生一共写了56篇短篇侦探小说以及4部中篇侦探小说，全部以福尔摩斯为主角。
道尔本人也曾卷入两桩有趣的案件。一次是在1906年，一名英印混血律师被指控发送恐吓信以及虐待动物。虽然这名律师被逮捕后，依然有动物被虐待，警方却一口咬定这名律师有罪。值得注意的是在这次案件后，1907年英国建立了刑事上诉法庭。因此可以说道尔不但帮助了这名律师，还间接协助建立了一套冤案申诉机制。另一次则是在1908年，一名经营赌场的德国籍犹太人被控用棒子袭击一名82岁的老妇人。

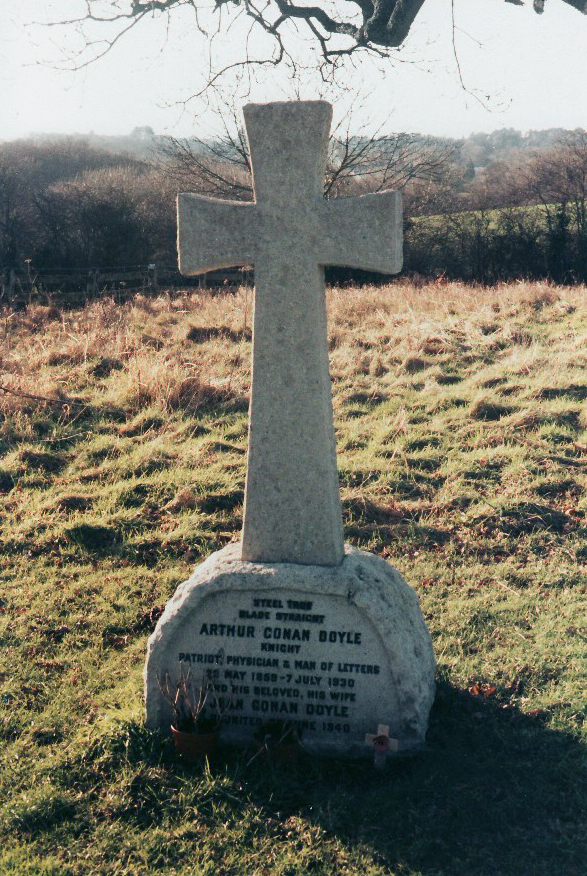
亞瑟·柯南·道爾墓

到晚年时道尔公开相信唯灵论，甚至还曾以此为主题写过好几部书。有人认为这和他的儿子在一战中丧生有关，尽管道尔在1916就公开宣布自己相信唯灵论了，而柯南道尔的儿子1918年才过世。柯南·道尔在1930年7月7日去世。

## 唯灵论、共济会

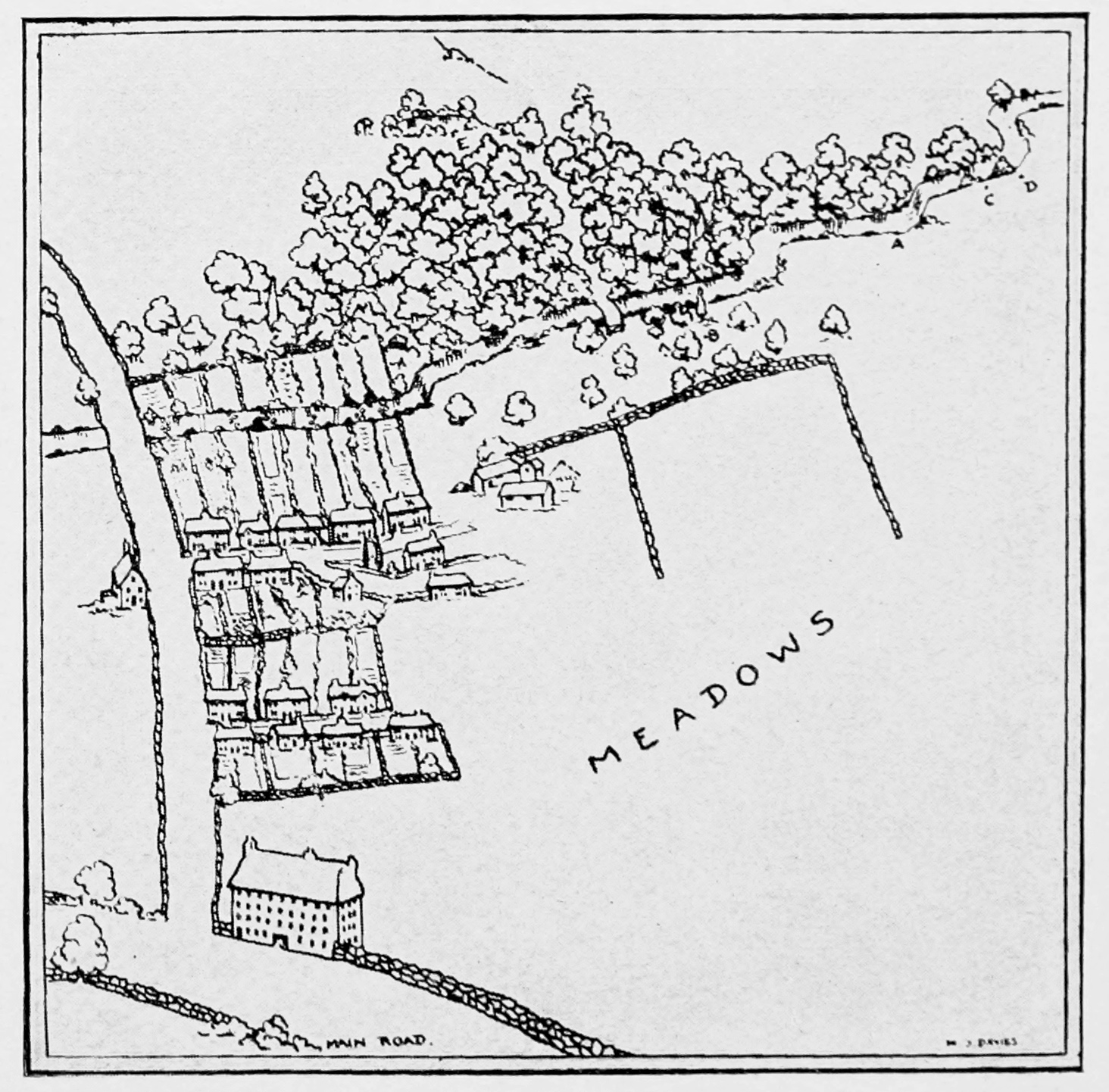
1917年兩位女孩發現花仙的地點，本圖來自柯南·道爾1922年出版《The Coming of the Fairies》

柯南·道尔早年生涯已经开始对唯灵论产生兴趣。他於1887年1月26日加入位於汉普郡南海城凤凰廬257號（Phoenix Lodge No. 257）的共济会，成为共济会会员。他於1889年申請退會，但於1902年再次回到凤凰廬，並於1911年再次退會。而他的作品包括《血字的研究》及《墨氏家族的成人礼》也有暗示共济会。
同樣在1887年的南海城，他受到了樸茨茅斯文學與哲學學會（Portsmouth Literary and Philosophical Society）會員阿爾弗雷德·威爾克斯·德雷森的影響，他開始一系列的超自然調查。其中包括參加約20次的降神會、心靈感應實驗和與靈媒混在一起。他寫給唯靈論雜誌《Light》，宣稱自己是一名唯靈論者，並且談到一件令他信服的特殊超自然事件。
雖然後來他動搖過，但他仍然對超自然現象著迷。1889年，他成為漢普郡心靈研究學會（Hampshire Society for Psychical Research）的創始人之一，並於1893年加入了倫敦的心靈研究學會。他在1894年加入了Sidney Scott爵士和法蘭克·波德莫爾，在德文郡進行了一次鬧鬼調查。儘管如此，在此期間，他本質上仍是一名業餘。
其後柯南·道爾的妻子路易斯·霍金斯、兒子Kingsley Doyle、弟弟Innes、兩個姐夫及侄子相繼去世，令道爾寄情於唯靈論之中從而獲得慰藉，他亦試圖想證明可以與死者的靈魂溝通，例如通靈。他也曾經加入了一個研究超自然的協會「鬼魂俱樂部」。
1917年，有兩位小女孩Elsie Wright及Frances Griffiths在英國巴拉福特聲稱目睹花仙子（Cottingley Fairies），並且拍攝了五張照片。作為唯靈論支持者的柯南·道爾看過照片後認為真實無誤，並在1920年的岸濱月刊（The Strand Magazine）上發表文章及在1922年出版著作《The Coming of the Fairies》以詳細說明花仙子的真實性。1980年代初，Elsie及Frances承認照片是造假，但她們堅持自己目睹花仙子真實存在。

## 著作

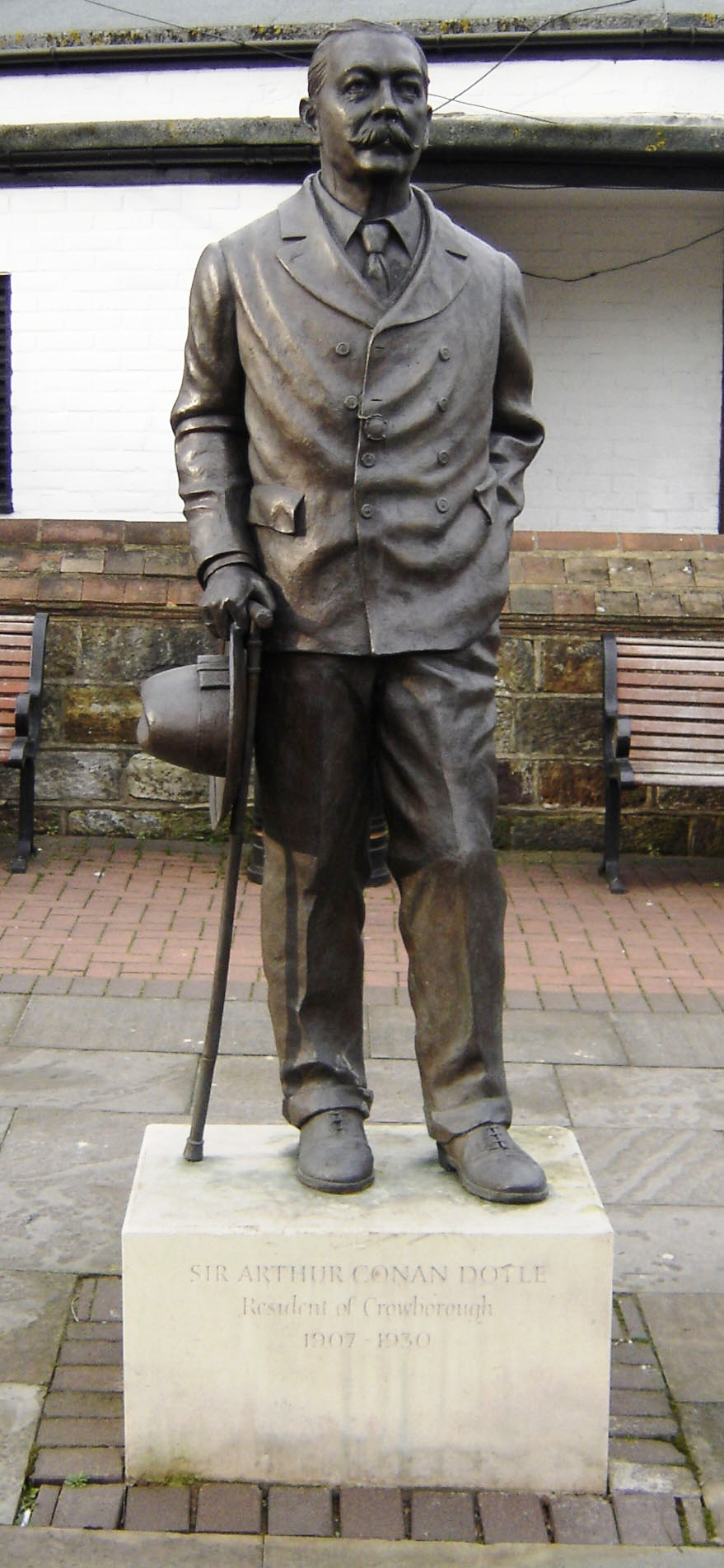
亞瑟·柯南·道爾銅像

### 关于福尔摩斯的著作
柯南·道尔一共写了60个关于福尔摩斯的故事，56个短篇和4个中篇小说。这些故事在40年间陆陆续续在《岸濱月刊》上发表，这是当时的习惯做法（查尔斯·狄更斯也是用类似的形式发表小说）。故事的主要发生在1878年到1907年间，最晚的一个故事是以1914年为背景。这些故事中两个是以福尔摩斯第一人称口吻写成，还有两个以第三人称写成，其余都是华生的叙述。参见：福尔摩斯案件。

### 其他的著作
- 伟大的布尔战争（1889年）
- 失落的世界（1912年）
- 新启示（1918年）
- 重要信息（1919年）
- 唯灵论史